# ハイディナ
ハイディナ(Hajdina)は、スロベニアの市である。